# Placostylus bivaricosus
Placostylus bivaricosus е вид коремоного от семейство Bothriembryontidae. Видът е критично застрашен от изчезване.

## Разпространение
Разпространен е в Австралия.